# Carreto ramado
La carreto ramado (en provençal), charrette ramée ou charrette garnie  (en français) est une charrette décorée de feuillages et tractée par des chevaux de trait à l'occasion de fête dans les rues des villes de Provence.

## Déroulé
La carreto ramado est une charrette tirée par des chevaux de trait aux harnais à la sarrasine. Le nombre de chevaux est variable entre une vingtaine jusqu'à une soixantaine,,. Il y a autant de charretiers que de chevaux dans la carreto ramado ; dans leur version moderne, les charretiers s'habillent tous de la même façon chemise blanche, pantalon bleu et taillole qui varie de couleur en fonction de la ville.
Après une bénédiction catholique, la carretto ramado effectue un cavalcade tractée pour la fête de la Saint-Éloi, Saint-Roch, Saint-Jean et les fêtes votives. La carretto ramado effectue plusieurs passages dans les rues de la ville, les premiers se font au pas et les derniers à vive à l'allure.

## Histoire
La carreto ramado est une tradition provençale qui remonte selon les sources au 17e ou 18e siècle,.

## Zone géographique
La zone géographique est délimité par le Rhône, la Durance et les Alpilles. La carreto ramado défile à Noves, Maussane-les-Alpilles, Molleges, Barbentane, Eyragues, Châteaurenard, deux fois à Rognonas, Maillane, Graveson, Saint-Étienne-du-Grès, Boulbon et aux Paluds-de-Noves. La charrette a couru dans d'autres villes comme Paradou.

## Dans la culture
L'écrivain provençal Frédéric Mistral aborde ses souvenirs de la carreto ramado dans son livre Mes origines : Mémoires et Récits.